# Agenda 2004 zur Reform des Sozialstaates
Die Agenda 2004 zur Reform des Sozialstaates wurde vom ehemaligen Parteivorsitzenden der SPD, Oskar Lafontaine (heute Die Linke) im März 2004 vorgelegt. Der Regierung warf er vor, die soziale Gerechtigkeit in der Agenda 2010 nicht berücksichtigt zu haben.
Lafontaine forderte in seinem Konzept die Rücknahme der Rentenreform und die Streichung der Praxisgebühr. Dies sollte durch Einbeziehung aller gesellschaftlichen Gruppen in das Sozialsystem, also auch der Beamten, Selbständigen und Besserverdienenden finanziert werden. Sein Konzept sah weiter vor, dass Spitzenverdiener eine höhere Einkommensteuer bezahlen.
Außerdem sollte Steuerflüchtlingen die deutsche Staatsbürgerschaft entzogen werden. Unternehmen, die Arbeitsplätze ins Ausland verlagern, sollten Subventionen zurückzahlen. Für die Ankurbelung der Wirtschaft sah das Zehn-Punkte-Konzept ein Konjunkturprogramm vor. Steuererleichterungen sollte es aber nur geben, wenn ein Unternehmen die Ausbildungsquote einhält.
Ziel des Konzepts von Oskar Lafontaine war es außerdem, Wähler für die SPD zurückzugewinnen.